# 文化フライ
文化フライ（ぶんかフライ）は、小麦粉にガムシロップ（或いは水飴やシュガーカットなど他のシロップ状甘味料）などを入れて練り混ぜて小判状に成型し、パン粉をまぶして食用油で揚げた日本の料理。割り箸か串に刺し、ソースをたっぷりつけて食べる。ハムカツに似ているが、ハムなどの具は入っていない。

## 概要
主に関東地方で見られる。元々は千葉県浦安の、小麦粉を練ったものにパン粉をつけて揚げた料理「玉子フライ」が原型である。東京都足立区梅田で「長谷川商店」を切り盛りしていた長谷川政子という女性が昭和30年代に考案し、区内のほか千葉県西部（松戸市、船橋市、市川市）などの縁日に屋台を出して売り歩いた。名前の由来は、当時「文化鍋」や「文化包丁」等、物品に「文化」と付けて売るのが流行していたため、それにあやかり「文化フライ」となった。
1955年（昭和30年）頃から売り出され、東京下町の子供に人気だった。物価の変動に伴い、5円から始まり 10円・15円・30円・50円・100円・150円と値上がりしていった。最盛期の夏祭りは 8月1日から8月31日まで毎日関東各地であったため、都内のみならず各県にも出向いて露店を出していたというので、他県でも馴染みがある。発祥地は当然、長谷川の住む足立区で、関東三大師の1つ西新井大師で露店を長年出していた。長谷川政子は高齢になったため、2000年頃に縁日での販売を止め、店での販売に絞った。得意先の注文に応じ、自転車で長谷川が配達販売をしていた。子供時代に西新井大師の縁日で食べて以来のファンである「文化フライ研究家」の蓮沼弘が昭和レトロの話題を扱う自身のウェブサイト「はすぴー倶楽部」で紹介したところ、注文する人が増えたという。
長谷川政子は2006年に亡くなり、夫の長谷川清治が引き継いだが、その後作られなくなった。政子はレシピを生涯明かさなかった。以前に文化フライを仕入れてメニューにのせていた足立区千住のお好み焼き店「コウゲツ」の店主が、記憶を頼りにつくった復刻版を提供している。蓮沼は「味を忠実に再現している」と評価している。足立区立郷土博物館には、2009年に制作された文化フライの模型が展示されている。